# گو آه سونگ
گو آه سونگ (کره‌ای: 고아성؛ زادهٔ ۱۰ اوت ۱۹۹۲) یک هنرپیشه اهل کره جنوبی است.
از فیلم‌ها یا برنامه‌های تلویزیونی که وی در آن نقش داشته است می‌توان به میزبان و برف‌شکن اشاره کرد.